# Peter Chermayeff
Peter Chermayeff (* 1936 in London) ist ein US-amerikanischer Architekt, Designer und Projektentwickler.

## Leben
Er ist der Sohn des in Russland geborenen Architekten Serge Chermayeff (1900–1996). Im Alter von vier Jahren kam er in die USA. Durch seinen bekannten Vater kam er schon früh mit Menschen wie Walter Gropius oder Richard Buckminster Fuller in Kontakt.
Er studierte an der Phillips Academy in Andover und am Harvard College, an dem er 1957 seinen Abschluss mit magna cum laude machte. Anschließend studierte er an der Harvard Graduate School of Design und schloss 1962 mit dem Master of Architecture ab.
Während seines Design-Studiums drehte er 1961 seinen ersten Experimental-Film Orange and Blue. In den Jahren 1971 und 1984 machte er zwei Expeditionen in den Ngorongoro-Krater in Tansania. Dort drehte er mehrere Tierfilme, die später in den USA gern als Lehrfilme genutzt wurden.
Im Jahr 1962, gerade einmal 26 Jahre alt, bewarb er sich mit sechs befreundeten Partnern um den Bau des New England Aquarium in Boston. Zur Überraschung aller gewann das junge Team diesen Auftrag, das gerade erst am Vortag die Firma „Cambridge Seven Associates“ (C7A) als gemeinsames Architekturbüro hatte eintragen lassen. Mit diesem Auftrag begründete Chermayeff seinen weltweiten Ruhm als bekanntester Designer von Großaquarien. 
Chermayeff entwickelte mit C7A in den 1960er Jahren Design-Richtlinien und -Standards für Bostons ÖPNV-System, die US-Ausstellung und den US-Pavillon auf der Weltausstellung 1967 in Montreal, das San Antonio Museum of Art in San Antonio (Texas), das Nivola Museum in Orani (Sardinien) und sechs Großaquarien.
Nach Fertigstellung des New England Aquariums in Boston (1969) baute er in den Folgejahren die Großaquarien in Baltimore (National Aquarium, 1981), Osaka (The Ring of Fire Aquarium, 1990), Chattanooga (Tennessee) (Tennessee Aquarium, 1992), Genua (Acquario di Genova, 1992) und Lissabon (Oceanário de Lisboa, 1998).
Nicht realisierte Planungen waren das Irish National Aquarium, die National Cowboy Hall of Fame und Entwürfe für La Ciotat (Frankreich), Oberhausen, Düsseldorf, Bremerhaven (Ocean Park Bremerhaven) und Hamburg (HafenCity).
1998 verließ Chermayeff seine erste Firma C7A und gründete mit den beiden jüngeren Partnern Peter Sollogub und Bobby Poole das Unternehmen CSP. Die Tätigkeit des Unternehmens erstreckte sich auf Architektur, Stadtentwicklung, Ausstellungsdesign, Grafikdesign, Filmproduktion und das Management interdisziplinärer Design-Teams.
Mit CSP hatte Chermayeff die führende Rolle bei Projekten wie dem Regenwald im Environmental Projekt in Iowa, den Planungen für das Hudson Oceanarium für die Pier 40 in Manhattan, ein Großaquarium in Singapur, das National Museum of Marine Science and Technology in Taiwan, und für das Wettbewerbsprojekt des Museum of Science and Technology in Milwaukee (Wisconsin) sowie bei der Planung zur Erweiterung des Aquarium Berlin und des Zoo Berlin.
Im Jahr 1990 gründete er zusätzlich das Unternehmen IDEA für die Projektentwicklung, Projektmanagement, Bauleitung und Start-Up-Betrieb von Großaquarien. Chermayeff war seit Gründung der Präsident dieses Unternehmens.
Chermayeff lehrt an der Harvard Graduate School of Design, ist Mitglied im Board of Design Consultants der University of Pennsylvania, im Board of Advisors der Boston University's School of Visual Arts, und im Visiting Committee der Rhode Island School of Design. Seit 1983 ist er Fellow des American Institute of Architects.

## Auszeichnungen (Auswahl)
- 1979: Fuess Award der Phillips Academy (Andover)